# Юрченко, Пётр Григорьевич
Ю́рченко Пе́тр Григо́рьевич (22 августа 1900, Медвин, Киевская губерния — 23 июня 1972, Киев) — украинский советский архитектор и архитектурный критик, кандидат архитектуры.

## Биография
В 1928 году окончил Киевский художественный институт (в настоящее время Национальная Академия искусства и архитектуры). Преподавал в Киеве в художественном институте (1928—1941) и в Киевском инженерно-строительном институте. (Впоследствии, из-за «малокультурного партийного ставленника и чистого администратора» Николая Плехова был вынужден уйти из института). П. Юрченко принял участие в разработке конкурсных проектов Дома кооперации в Харькове (вместе с И. Каракисом и В. Заболотным). В 1930 Юрченко совместно с И. Ю. Каракисом, М. Г. Гречиной, братьями Холостенко и В. Г. Заболотным создали общество «Октябрь». Впоследствии, в 1930-х годах работал в мастерской вместе с И. Каракисом и Н. Холостенко. В 1934 году участвовал в конкурсе на проект Правительственного центра в Киеве. В 1937 году входил в Правление Союза советских архитекторов Украины. 23 октября 1945 года был одним из членов правления Союза советских архитекторов УССР, которое единогласно выдвинуло Иосифа Каракиса на звание члена-корреспондента Академии архитектуры УССР.

## Проекты
- Дом Правительства УССР (1927) в Харьковe[1]
- Станция «Курск» (Москва) (1932)
- В марте 1932 Юрченко с С.Татаренко (как соавторы у И. Каракиса) получают третью премию на Всесоюзном конкурсе за проект Курского вокзала в Москве[2][10][11][12][13]. Первая премия присужденна не была, вторую получил И. Явейн[14][11]. (Состав жюри конкурса: Г. М. Людвиг, Г. Б. Бархин, М. Я. Гинзбург, Л. В. Руднев и др.)[15][11]
- С 1933 до 1934 г. Юрченко (как соавтор у И. Каракиса) осуществляет реконструкцию серии жилых домов (изначально построенных по проекту архитектора В. К. Троценко годом ранее)[16][17][18].
- Автор надстройки ротонды на Аскольдовой могиле (1935)[1].
- В 1940 г. проектирует дом Кооперации в г. Харьков (в соавторстве с И. Каракисом и В. И. Заболотным);

## Избранные публикации

### Автор
- «Народне житло України» (1941)[1],
- «Дерев’яне зодчество України» (1949)[1],
- «Дерев’яна архітектура України» (1970)[1].
- «Нариси історії архітектури Української РСР» (1957, том 1)[1],
- «Історія українського мистецтва» (томи З і 5, 1968)[1],
- «Українське народне мистецтво» (том З, 1962)[1].
- Кам’янець-Подільський замок // Архітектурні пам’ятки. — К., 1950. — С. 105—120.